# Lambayeque
Lambayeque je město v severním Peru. Leží ve stejnojmenném departementu, nedaleko města Chiclayo a pobřeží Tichého oceánu. Založeno bylo v roce 1553 pod názvem San Pedro de Lambayeque. V centru města se nachází Kostel svatého Petra (Iglesia de San Pedro) ze 17. století; v roce 1972 vyhlášený kulturní památkou. Nedaleko hlavního náměstí se nachází Brüningovo národní archeologické muzeum, otevřené v roce 1966. Muzeum královských hrobek Sipánu bylo otevřeno v roce 2002.